# Markus Wasmeier
Markus Wasmeier (n. 9 septembrie 1963, Schliersee, Bavaria, Germania) este un schior alpin ce a reprezentat Germania, medaliat olimpic. A participat la trei ediții ale Jocurilor Olimpice (1988, 1992, 1994) în care a câștigat două medalii de aur.